# Сан-Жуан-дус-Патус
Сан-Жуан-дус-Патус (порт. São João dos Patos) — муниципалитет в Бразилии, входит в штат Мараньян. Составная часть мезорегиона Восток штата Мараньян. Входит в экономико-статистический микрорегион Шападас-ду-Алту-Итапекуру. Население составляет 24 928 человек на 2010 год. Занимает площадь 1482,660 км². Плотность населения — 16,81 чел./км².
Праздник города — 12 июня. 

## История
Город основан в 1938 году.

## Демография
Согласно сведениям, собранным в ходе переписи 2010 г. Национальным институтом географии и статистики (IBGE), население муниципалитета составляет:
| Полное население                               | Полное население                               | Полное население                               | Полное население                               | 24 928 |
| ---------------------------------------------- | ---------------------------------------------- | ---------------------------------------------- | ---------------------------------------------- | ------ |
| в том числе:                                   | Городское население                            | 20 567                                         | Процент городского населения, %                | 82,51  |
|                                                | Сельское население                             | 4361                                           | Процент сельского населения, %                 | 17,49  |
|                                                | Мужское население                              | 12 210                                         | Процент мужского населения, %                  | 48,98  |
|                                                | Женское население                              | 12 718                                         | Процент женского населения, %                  | 51,02  |
| Плотность населения, чел/км²                   | Плотность населения, чел/км²                   | Плотность населения, чел/км²                   | Плотность населения, чел/км²                   | 16,81  |
| Население муниципалитета в % к населению штата | Население муниципалитета в % к населению штата | Население муниципалитета в % к населению штата | Население муниципалитета в % к населению штата | 0,38   |

По данным оценки 2016 года, население муниципалитета составляет 25 371 житель.

## Статистика
- Валовой внутренний продукт на 2002 год составляет 23 995,00 реалов (данные: Бразильский институт географии и статистики).
- Валовой внутренний продукт на душу населения на 2003 год составляет 1161,55 реал (данные: Бразильский институт географии и статистики).
- Индекс развития человеческого потенциала на 2000 год составляет 0,640 (данные: Программа развития ООН).

## География
Климат местности: тропический континентальный.